# Anisométropie

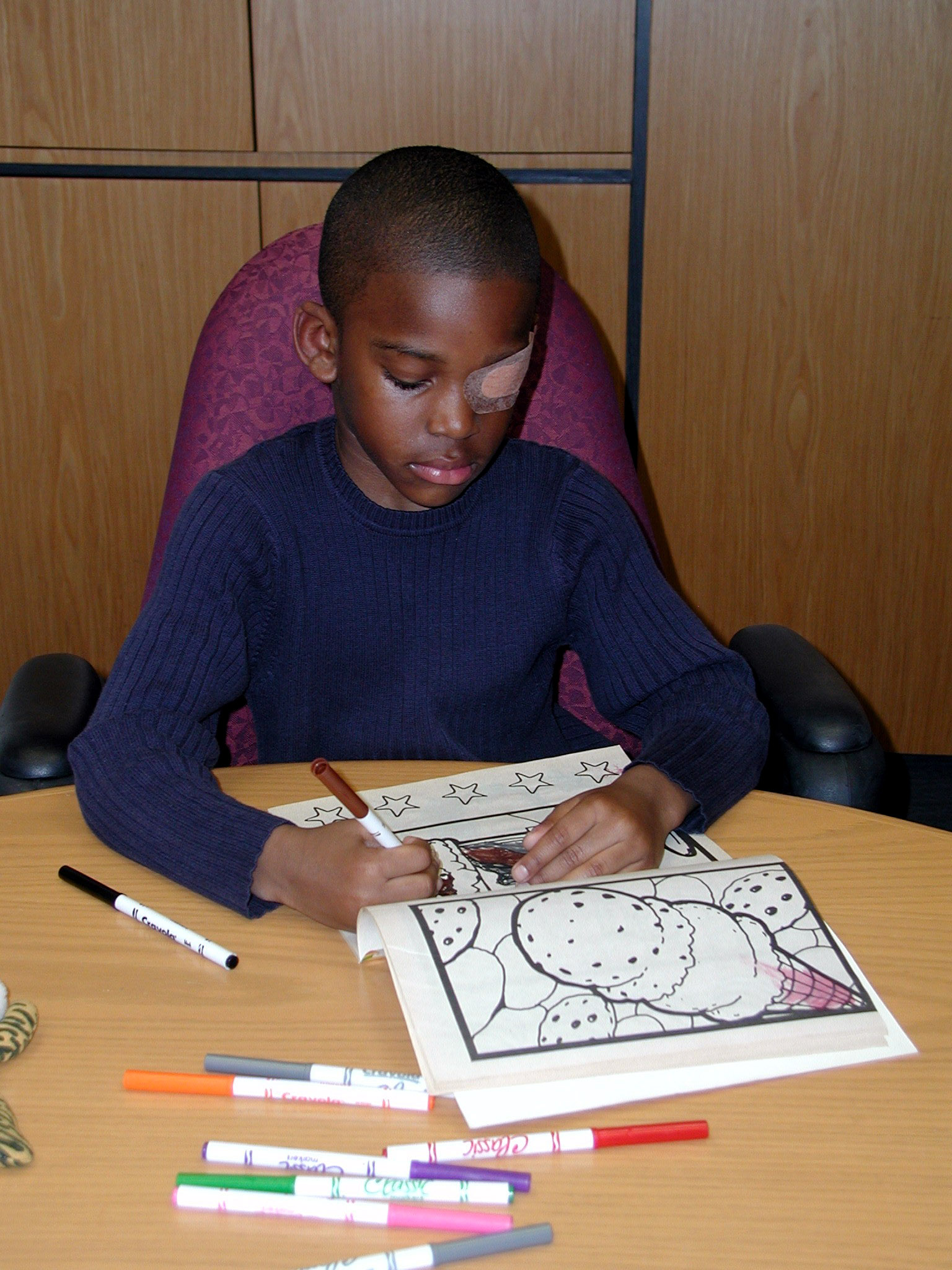
L'anisométropie est la différence de réfraction entre les deux yeux, par exemple, lorsqu'une personne a un œil myope et l'autre hypermétrope ou alors un œil ne présentant aucun trouble visuel et l'autre myope, hypermétrope ou atteint d'un autre défaut de correction.

L'anisométropie est une différence de réfraction entre les deux yeux (un œil hypermétrope et l'autre myope par exemple), ou de puissance dioptrique (un œil myope de -2,00 et l'autre de -4,00 par exemple), entre les deux yeux.
On distingue classiquement les anisométropies axiles et les anisométropies de puissance (anisométropie réfractive),.
Une anisométropie peut entraîner une aniséiconie (différence de grandeur des images qui se forment sur la rétine).